# Villa Lysis
Villa Lysis (u početku La Gloriette; danas Villa Fersen) je vila na Capriju koju je sagradio industrijalac i pjesnik Jacques d'Adelswärd-Fersen 1905. godine. "Posvećeno mladosti ljubavi" (fra. dédiée à la jeunesse d'amour), bio je to Fersenov samoizabrani egzil iz Francuske nakon seksualnog skandala koji je uključivao pariške školarce i gole (ili gotovo gole) tableaux vivants.

## Povijest

### Izgradnja i rane godine
Fersen je 1904. kupio zemljište površine 12.000 m2 za 15.000 lira od obitelji Salvia. Projektant vile je nepoznat; dugi niz godina vjerovalo se da je francuski umjetnik Edouard Chimot dizajnirao strukturu (zbog sudjelovanja u suđenju nakon nesreće na gradilištu); međutim, nedavna analiza pisama Jacquesa d'Adelswärd-Fersena upućena Chimotu pokazuje da Chimot nije izveo taj dizajn. Vrt oko vile dizajnirala je Mimi Ruggiero, koja je zasadila lovor i mirtu u čast Venere. Kuću je detaljno opisao Roger Peyrefitte u svom romanu The Exile of Capri (1959.), fikcionaliziranom prikazu Adelswärd-a Fersenove godine na Capriju zajedno s ljubavnikom Ninom Cesarinijem.
Fersen je postao ovisan o opijumu na putovanju na Cejlon tijekom izgradnje kuće (Peyrefitte priča da je radnik poginuo tijekom izgradnje, a Fersen je odlučio putovati dok se lokalni bijes protiv njega ne stiša) i nakon Prvog svjetskog rata on počeo uzimati kokain. Na kraju je počinio samoubojstvo 1923. uzevši preveliku dozu kokaina. Nakon Fersenove smrti, vila je najprije ostavljena njegovoj sestri Germaine, ali s plodouživanjem Ninu Cesariniju. Cesarini je prodao prava za 200.000 lira Germaine i otišao živjeti u Rim. Germaine je kasnije vilu poklonila svojoj kćeri, grofici od Castelbianca. Grofica je vilu prodala milijunašu Felixu Mechoulanu.

### Kasnije godine
Održavanje i održavanje vile prestalo je nakon 1934. godine, pa je kuća do 1980-ih bila u biti ruševina. Godine 1989. talijansko Ministarstvo za kulturnu baštinu proglasilo je zgradu povijesnim spomenikom. Zgradu su 1990-ih obnovili Udruga Lysis Funds (koju je 1986. osnovao napuljski galerist Lucio Amelio) i općina Capri. Radove su nadzirali toskanski arhitekt Marcello Quiriconi i biograf Jacquesa Fersena Roger Peyrefitte. Sve ukrase od štukature restaurirao je caprijski umjetnik Antonio Senesi, unuk Senesijevih koji su ukrašavali vilu tijekom njezine izvorne izgradnje. Godine 1995. obitelj Mechoulan prodala je vilu odvjetniku Manfredoniji, koji ju je 1998. preprodao američkom biznismenu talijanskog podrijetla Armandu Campioneu, koji nikada nije živio u vili, poginuvši u nesreći u kojoj je pobjegao na Tahitiju ubrzo nakon toga. kupiti. Vilu je konačno otkupila općina Capri u siječnju 2001. Od obnove Villa Lysis otvorena je za turiste. Može se iznajmiti za posebne prilike, a tamo su se održavala kulturna događanja, poput izložbe fotografija Wilhelma von Gloedena 2009. U ožujku 2010. vila je stavljena na prodaju, navedena je površina od 450 m2 s 12,000 m2 vrta.

## Arhitektura i oprema
Arhitektonski, kuća je uglavnom secesijska s neoklasicističkim elementima; stil bi se mogao nazvati "neoklasični dekadent". Dobro poznati latinski natpis iznad ulaznih stepenica (AMORI ET DOLORI SACRVM, "svetište ljubavi i tuge") naglašava Fersenov romantičarski pogled na sebe. Natpis je na sjeveroistočni kut zida postavio Nino Cesarini. "Lysis" je referenca na Sokratov dijalog Lysis koji raspravlja o prijateljstvu, a prema našem modernom pojmu, homoseksualnoj ljubavi.
U atriju, mramornim stubištem, s balustradom od kovanog željeza, dolazi se na prvi kat gdje se nalaze spavaće sobe s panoramskim terasama i blagovaonica. Fersenova velika soba bila je na gornjem katu, okrenuta prema istoku, s tri prozora koja su gledala na Napuljski zaljev i tri prema planini Tiberio. Nino je također imao sobu na gornjem katu. U prizemlju se nalazi salon ukrašen plavom majolikom i bijelom keramikom, okrenut prema Napuljskom zaljevu. U podrumu se nalazi soba za pušenje opijuma, poznata i kao kineska soba.

## Okolno područje
Veliki vrt povezan je s vilom nizom stepenica koje vode do trijema s jonskim stupovima. Ruševine Ville Jovis, jedne od Tiberijevih dvanaest vila na Capriju, nalaze se nekoliko stotina metara istočno-jugoistočno od Ville Lysis.

## Vanjske poveznice
- Capri Turizam: Villa Lysis
- Slike Vile Lysis danas
- (tal.) MuseoDiffuso: Villa Lysis